# 佐々木孝丸
佐々木 孝丸（、1898年〈明治31年〉1月30日 - 1986年〈昭和61年〉12月28日）は、日本の俳優、プロレタリア作家、演出家、劇作家、翻訳家、日本俳優連合理事長。北海道川上郡標茶町出身。
戦前のプロレタリア演劇運動の中心人物であり、演出家・俳優として先駆座・前衛座・東京左翼劇場に参加。落合三郎の筆名でフランス文学の翻訳や『筑波秘録』などのプロレタリア戯曲も執筆しており、革命歌「インターナショナル」の日本語訳詞者としても知られている。なお、佐々木孝丸名義での翻訳書も多数刊行している。終生熱心なエスペランティストであった。戦後は映画・テレビドラマで脇役俳優として活躍した。著書に『風雪新劇志 わが半生の記』など。

## 来歴
釧路監獄の教誨師をしていた僧侶の三男として生まれる。1905年（明治38年）、父が実家の寺を継ぐことになり、香川県綾歌郡端岡村（現在の高松市国分寺町）に移住する。高等小学校卒業後、後継ぎにさせられるが、僧職を嫌ったため、1913年（大正2年）に神戸通信生養成所に入り、同年暮れから3年間、神戸郵便局電信課で通信事務員として働く。この間、硯友社の文学者を始め、島崎藤村・田山花袋・徳田秋声・正宗白鳥・国木田独歩らの本を濫読し、同人たちと神戸文学会を結成して回覧雑誌を発行していた。1915年（大正4年）、神戸多門座に公演にやって来た芸術座の公演『サロメ』を観劇し、新劇の世界に興味を持った。
1916年（大正5年）、上京し赤坂葵町の電信局に転勤。同時にアテネ・フランセに通ってフランス語を学んだ。同年、佐藤誠也の紹介で秋田雨雀を知る。1920年（大正9年）に秋田らと中村屋の2階で創作戯曲の朗読会「土の会」を結成。1921年（大正10年）、ミュッセ作『二人の愛人』を翻訳、処女出版作となった。同年、小牧近江らとともに雑誌『種蒔く人』を創刊し、同人となる。1923年（大正12年）、秋田らの先駆座に参加し、プロレタリア演劇運動に従事する。落合 三郎の筆名で『赤と黒』『脂肪の塊』などを翻訳し、『筑波秘録』『地獄の審判』などの戯曲も執筆した。
1926年（大正15年）2月、日本プロレタリア文芸連盟演劇部所属の移動劇団・トランク劇場を結成し、武者小路実篤作『ある日の一休』を上演。同年12月に文芸連盟は芸連に改組され、それに伴い村山知義、千田是也と前衛座を結成。翌1927年（昭和2年）、前衛芸術家同盟の結成で前衛劇場を立ち上げ。1928年（昭和3年）、村山、佐野碩らと東京左翼劇場を結成し、第1回公演『礫茂左衛門』に主演、同劇場で『不在地主』『炭塵』『斬られの仙太』等を演出した。やがて新築地劇団を経て日本プロレタリア劇場同盟（略称：プロット）の初代執行委員長を歴任した。1930年（昭和5年）、中村翫右衛門らの大衆座のために自作の『筑波秘録』を演出するが、弾圧を受けて再三投獄されている。戦後は娘婿の千秋実らが結成した薔薇座に関係し、前進座、新国劇などの演出を手掛けていた。
1950年（昭和25年）に映画『暴力の街』に出演して以来、各社の映画に脇役出演した。やがてテレビドラマにも多く出演し、時代劇や刑事ドラマで憎々しい大物悪役として強烈な存在感を発揮した。任侠映画や大作映画では右翼の大物などの黒幕役として重厚な演技を見せ、特撮作品では科学者や政府要人など知性派の役も数多く演じている。
1971年（昭和46年）から放送芸能家協会の理事長を務め、1982年（昭和57年）に高齢を理由に森繁久彌に地位を譲った。
戦前、秋田雨雀らとともにプロレタリア・エスペラント運動に従事。戦後も日本のエスペラント界に貢献し、最期まで調布エスペラント会会長を務めた。エスペラントによる著作にMia Kaŝita Vivo（わが秘められた人生、1978年）がある。
1985年頃から腰痛が悪化して足が不自由になり活動を休止、自宅で読書、テレビを見ながら奈良時代をテーマにした書物を書こうとしたが、1986年（昭和61年）12月28日午前2時36分、心不全のため、東京都世田谷区成城の自宅で死去。88歳没。墓所は冨士霊園の文学者の墓。

## 人物
娘に元女優の佐々木踏絵、娘婿に俳優の千秋実、二人の息子に俳優の佐々木勝彦。

## 出演

### 映画
- 暴力の街（1950年）
- 浪人街（1950年、太泉映画）
- 風雪二十年（1951年、東映） - 岩田英介
- 四十八人目の男（1952年、東宝） - 千坂兵部
- 上海の女（1952年、東宝） - 来島大佐
- 思春期（1952年、東宝） - 野村安造
- 悲劇の将軍 山下泰文（1953年、東映） - 宮内大本営作戦課長
- 晴れ姿 伊豆の佐太郎（1953年、新東宝） - 塚越源兵衛
- 戦艦大和（1953年、新東宝） - 有賀幸作大和艦長
- 太平洋の鷲（1953年、東宝） - 参謀長[15]
- 叛乱（1954年、新東宝） - 西田税
- 花と竜（1954年、東映） - 有賀喜造
- 金田一耕助シリーズ（東映）
  - 悪魔が来りて笛を吹く（1954年） - 目賀博士
  - 三つ首塔（1956年） - 等々力警部
- 若き日の啄木 雲は天才である（1954年、新東宝） - 白川社長
- 日本敗れず（1954年、新東宝） - 田部放送協会理事
- 新鞍馬天狗 第二話 東寺の決闘（1954年、東宝） - 岩里半太夫
- 隼の魔王（1955年、東映） -  大沢警部
- 旗本退屈男 謎の伏魔殿（1955年、東映） - 兵藤妥女匠
- たけくらべ（1955年、新芸術プロ） - 信道
- 荒獅子判官（1955年、東映） - 水野越前守
- 宮本武蔵 完結篇 決闘巌流島（1956年、東宝） - 岩間角兵ヱ
- 電光空手打ち（1956年、東映） - 中里東恩
- 柳生連也斎 秘伝月影抄（1956年、大映） - 柳生兵庫助
- 鞍馬天狗 御用盗異変（1956年、宝塚映画） - 益満休之助
- 豹の眼（大映） - 豹
  - 豹の眼（1956年、大映）
  - 豹の眼　青龍の洞窟（1956年、大映）
- あなた買います（1956年、松竹） - 白石梅之助
- 蜘蛛巣城（1957年、東宝） - 都築国春
- 源氏九郎颯爽記 濡れ髪二刀流（1957年、東映） - 磐城屋仁兵衛
- 三十六人の乗客（1957年、東宝） - 鏑木警部
- 隼人族の叛乱（1957年、東映） - 福間新五兵衛
- 素浪人忠弥（1957年、東映） - 杉村頼母
- 竜虎捕物陣シリーズ（東映）
  - 竜虎捕物陣一番手柄 百万両秘面（1957年） - 清水玄山
  - 竜虎捕物陣二番手柄 疾風白狐党（1957年） - 古礼右玄馬
- 朝晴れ鷹（1957年、東映） - 尾形加賀守
- 神変麝香猫（1958年、東映） - 由比正雪
- 月光仮面（東映）
  - 月光仮面 絶海の死斗（1958年） - どくろ仮面
  - 月光仮面 幽霊党の逆襲（1959年） - 大岡鉄蔵
- 森と湖のまつり（1958年、東映） - 山城屋
- 女王蜂の怒り（1958年、新東宝）
- 大東亜戦争と国際裁判（1959年、新東宝） - 清瀬弁護人
- 人間の條件 第1・2部（1959年、にんじんくらぶ） - 満州浪人
- 無法街の野郎ども（1959年、東映） - 林支配人
- 若き日の信長（1959年、大映） - 大石寺覚円
- 男が爆発する（1959年、日活） - 古平常三郎
- 伊達騒動 風雲六十二万石（1959年、東映） - 片倉小十郎
- 水戸黄門 天下の副将軍（1959年、東映） - 阿部豊後守
- べらんめえ芸者シリーズ（東映）
  - べらんめえ芸者（1959年） - 千田
  - べらんめえ芸者と丁稚社長（1963年） - 大山金次郎
- 黒い画集 あるサラリーマンの証言（1960年、東宝） - 裁判官
- 変身人間シリーズ（東宝）
  - 電送人間（1960年） - 仁木博士[15][3]
  - ガス人間第一号（1960年） - 警視庁幹部1[15]
- いろはにほへと（1960年、松竹） - 高森
- 皇室と戦争とわが民族（1960年、新東宝） - 木戸内大臣
- 血は渇いてる（1960年、松竹） - 昭和生命社長
- 渡り鳥シリーズ（日活）
  - 大草原の渡り鳥（1960年） - 清里大造
  - 北帰行より 渡り鳥北へ帰る（1962年） - 岡野治五郎
- 波の塔（1960年、松竹） - 元検事正
- ゼロの焦点（1961年、松竹） - 博報社重役
- 丹下左膳 濡れ燕一刀流（1961年、東映） - 作阿弥
- 花と嵐とギャング（1961年、ニュー東映） - 河北
- さすらい（1962年、日活） - 黒木隆三
- 天草四郎時貞（1962年、東映） - 甚兵衛
- 妖星ゴラス（1962年、東宝） - 関内閣総理大臣[2][4]
- 太平洋のＧメン（1962年、東映） - 松野完治
- 雲に向かって起つ（1962年、日活） - 東堂伍兵
- 花と野盗の群れ（1962年、東映） - 茶屋四郎次郎
- 秦・始皇帝（1962年、大映） - 田光
- 宮本武蔵 般若坂の決斗（1962年、東映） - 池田輝政
- 金門島にかける橋（1962年、日活） - 病院経営者
- 若大将シリーズ（東宝）
  - ハワイの若大将（1963年） - 矢内教授
  - 海の若大将（1965年） - 武田教授
- やくざの歌（1963年、東映） - 早瀬組組長
- 人生劇場 続飛車角（1963年、東映） - 依田親分
- 旗本やくざ 五人のあばれ者（1963年、東映） - 間部八郎太
- 七人の刑事（1963年、松竹） - 海老原
- 柳生武芸帳 剣豪乱れ雲（1963年、東映） - 佐々木左門
- 丹下左膳 (1963年、松竹京都)
- 恐怖の時間 (1964年、東宝)
- 紫右京之介 逆一文字斬り（1964年、東映） - 山内主計
- 宿無し犬（1964年、大映） - 沼野五郎
- 眠狂四郎円月斬り（1964年、大映） - 水野忠成
- クレージー映画（東宝）
  - 日本一のホラ吹き男（1964年） - 七味一刀斎
  - 大冒険（1965年） - 警視総監
  - 日本一のゴリガン男（1966年） - 国防隊司令官
  - 日本一のワルノリ男（1970年） - 古屋
- 男の紋章シリーズ（日活）
  - 新・男の絞章 度胸一番（1964年） - 近藤老人
  - 男の紋章 竜虎無情（1966年） - 渋沢
- 顔役（1965年、東映） - 島崎
- 姿三四郎（1965年、東宝） - 飯沼恆民
- けものみち（1965年、東宝） - 岡村代議士
- 怪獣大戦争（1965年、東宝） - 自治代表[15][4]
- 新鞍馬天狗 (1965年、大映京都)
- 暴れ豪右衛門（1966年、東宝） - 戸ケ谷の四郎五郎
- 忍びの者 新・霧隠才蔵（1966年、大映）- 天海僧正
- 大菩薩峠（1966年、東宝） - 中村一心斎
- 日本仁侠伝 花の渡世人（1966年、日活） - 文二郎
- 新・事件記者 大都会の罠（1966年、東京映画） - 営業局長
- 若親分を消せ（1967年、大映） - 小日向源八
- 上意討ち 拝領妻始末（1967年、東宝 / 三船プロ） - 笹原監物（笹原家の最長老）
- 智恵子抄（1967年、松竹） - 高村光雲
- 東京市街戦（1967年、日活） - 平松大三
- 日本暗黒史 情無用（1968年、東映） - 政治家
- 産業スパイ（1968年、東映） - 荒木
- 博奕打ち 総長賭博（1968年、東映） - 河島義介
- 首（1968年、東宝） - 東大教授福畑
- 8.15シリーズ（東宝）
  - 連合艦隊司令長官 山本五十六（1968年） - 今村陸軍司令官[16]
  - 日本海大海戦（1969年） - 九鬼顧問官[15]
  - 激動の昭和史 軍閥（1970年） - 若槻礼次郎
  - 激動の昭和史 沖縄決戦（1971年） - 宇垣長官[15]
- 日本暴力団 組長（1969年、東映） - 喜多木堂
- 広域暴力団 流血の縄張（1969年、日活） - 山之内悟堂
- 新網走番外地 流人岬の血斗（1969年、東映） - 江崎重行
- 女賭博師花の切り札（1969年、大映） - 大野木伸作
- 橋のない川 第二部（1970年、ほるぷ映画） - 平等会会長
- 不良番長 一獲千金（1970年、東映） - 酒井亮造
- 新座頭市・破れ!唐人剣（1971年、ダイニチ映配） - 和尚
- 関東破門状（1971年、日活） - 浜野吉太郎
- 王将（1973年、東宝） - 小林東伯斎
- しなの川（1973年、松竹） - 校長
- 必殺仕掛人 春雪仕掛針（1974年、松竹）- 蓑火の喜之助
- 華麗なる一族（1974年、芸苑社） - 鎌倉の老人
- 十六歳の戦争（1976年、サンオフィス） - 埴科康三郎
- 反逆の旅（1976年、松竹） - 溝口征義
- その後の仁義なき戦い（1979年、東映） - 石黒光喜
- 日本の黒幕（1979年、東映） - 伊藤良策
- 小説吉田学校（1983年、東宝） - 斎藤隆夫

### テレビドラマ
- ウロコ座（KR）
  - 第27・28回「鬼坊主清吉」（1957年）
  - 第66回「姫重態」（1957年）
- ダイヤル110番（NTV）
  - 第16話「麻薬」（1957年）
  - 第20話「死の目撃者」（1958年）
  - 第30話「死体を探せ」（1958年）
  - 第32話「証拠」（1958年）
  - 第98話「白い猫」（1959年）
  - 第120話「口径32」（1959年）
  - 第124話「白昼の恐怖」（1960年）
  - 第138話「逃亡十二年」（1960年）
  - 第142話「恐怖の置き土産」（1960年）
  - 第180話「白毛橋の対決」（1961年）
  - 第196話「白昼強奪事件」（1961年）
  - 第240話「自首」（1962年）
- 灯、今も消えず / 坂本竜馬（1958年、NTV）
- 鶴田浩二アワー / 婦系図（1959年、NTV）
- ヤシカゴールデン劇場 / 曾我兄弟（1959年、NTV）
- 東芝土曜劇場（CX）
  - 第20回「投影」（1959年）
  - 第51回「殺意の影」（1960年）
  - 第68回「第三の男」（1960年）
  - 第74回「透明な暗殺」（1960年）
  - 第131回「破戒裁判」（1961年） - 小島
- NECサンデー劇場 / うぐいす侍（1959年、NET）
- 指名手配（NET）
  - 第1回「医博一家強殺事件」（1959年）
  - 第44回「養母殺し」（1960年）
  - 第105回「浜の土工殺し」（1961年）
- 人生はドラマだ（NTV）
  - 第8回「近藤勇」（1959年）
  - 第21回「西郷隆盛」（1960年）
- 三菱ダイヤモンド劇場 / 小指（1960年、CX）
- 剣豪秘伝（NET）
  - 第3回「諸岡一羽の三人の弟子」（1960年）
  - 第29・30回「神子上典膳」（1960年）
  - 第51回「沖田総司」（1960年）
- ここに人あり 第124回「みなし児と生きる」（1960年、NHK）
- これが真実だ（CX）
  - 第12回「江戸城明け渡し」（1960年） - 西郷吉之助
  - 第30回「玉音盤奪取事件」（1960年） - 阿南惟幾
  - 第42回「清水次郎長」（1960年）
  - 第46回「赤穂浪士討ち入りの件」（1960年）
- ゴールドステージ / 雨あがる（1960年、NTV）
- ゴールデン劇場（NTV）
  - 戦国非情（1960年）
  - さらば厭しきもの（1960年）
  - さし銭五百文（1960年）
  - 妻こそわがすべて（1961年）
- この空の下に 第17回「学帽と前掛」（1960年、NTV）
- 廻れ人生 第27回「戦国無情」（1960年、NTV）
- 名勝負物語 第7・8回「女侠剣豪伝」（1960年、NTV）
- 侍（CX）
  - 第7回「阿地川盤獄」（1960年）
  - 第27回「妻敵討」（1961年）
- 夫婦百景 第143回「高砂夫婦」（1961年、NTV）
- プリンススリラー劇場 / 光と影（1961年、CX）
- テレビ劇場（NHK）
  - 孤影（1961年）
  - おやじ（1961年）
- あすをつげる鐘 / ゆらぐ大地に生きる・北海道壮瞥村の人々（1961年、NHK）
- 恐怖のミイラ（1961年、NTV） - 板野博士
- シャープ火曜劇場 第19回「嵐」（1962年、CX） - 林
- 純愛シリーズ 第41回「愛は血を越えて」（1962年、TBS）
- 東芝日曜劇場（TBS）
  - 第298回「東京一淋しい男」（1962年）
  - 第324回「脚光」（1963年）
  - 第544回「メロンとケーキ」（1967年）
- 人生の四季 第67回「腐っても鯛」（1962年、NTV）
- こども名作座 / 天狗のお面（1962年、NHK） - おじいさん
- 松本清張シリーズ・黒の組曲 第39回「凶器」（1963年、NHK）
- 近鉄金曜劇場（TBS）
  - やきもの師（1963年）
  - ばんだい先生（1963年）
- 講談ドラマ（NHK）
  - 円朝開眼（1963年） - 山岡鉄舟
  - 伊達騒動（1963年） - 伊達兵部
  - 銭屋五兵衛（1964年） - 銭屋五兵衛
- 浪曲ドラマ（NHK）
  - 不如帰（1963年）
  - 多助江戸日記 塩原多助一代記より（1963年）
- 七人の刑事（TBS）
  - 第129話「いぬ」（1964年）
  - 第200・201話「発掘」（1965年）
  - 第217・218話「闇をのがらえて」（1966年）
  - 第234・235話「黙秘犯人」（1966年）
  - 第294話「死刑囚」（1967年）
  - 第377話「銃口を向ける時」（1969年）
- 夜の十時劇場 / 蒼き狼（1964年、NTV）
- 判決（NET）
  - 第87話「事件の成立」（1964年）
  - 第141話「手術」（1965年）
  - 第172話「負け犬の遠吠え」（1966年）
  - 第198話「この道だけは」（1966年）
- 風雪（NHK）
  - 富の足音（1964年） - 敬之進
  - 鉄の神様 本多光太郎（1965年） - 本多光太郎
- 徳川家康（1964年、NET）
- 燃ゆる白虎隊（1965年、TBS / 国際放映） - 西条頼母
- 特別機動捜査隊 第198話「戦争の傷あと」（1965年、NET / 東映）
- 大河ドラマ（NHK）
  - 源義経（1966年） - 道幽
  - 三姉妹（1967年） - 医師玄英
  - 竜馬がゆく（1968年） - 大久保一翁
  - 天と地と（1969年） - 佐野昌綱
  - 新・平家物語 （1972年） - 源為義
  - 国盗り物語（1973年） - 芝村仙斉
  - 勝海舟（1974年） - 近衛忠熙
  - 元禄太平記（1975年） - 矢頭長七
  - 黄金の日日（1978年） - 典籍許筬
- 素浪人 月影兵庫（NET） 
  - 第1シリーズ 第20話「くるみを鳴らしていた」（1966年） - 亀井十太夫
  - 第2シリーズ 第63話「お化けに足が生えていた」（1968年） - お大尽
- ザ・ガードマン 第73話「挑戦」（1966年、TBS）
- 山田風太郎忍法シリーズ 江戸忍法帖（1966年、TBS）- 水戸黄門
- ある勇気の記録（1966年 - 1967年、NET） - 江戸川組長
- 三匹の侍 第4シリーズ 第7話「刺客」（1966年、CX） - 大垣典膳
- 日産スター劇場 / メリーという名の女（1967年、NTV）
- 白い巨塔（1967年、NET） - 大河内教授
- 剣（NTV）
  - 第12回「残雪」（1967年）
  - 第37回「俺は陰陽師」（1967年） - 春秋
- 風 第14話「孤剣春を行く」（1968年、TBS）
- お庭番 第13 - 16回「鎖」（1968年、NTV） - 蛎崎将監
- バンパイヤ 第16話「人間狩り」・第17話「パンク・マシン大作戦」（1968年、CX） - 政治家
- 大奥（1968年、KTV） - 徳川光圀
- あゝ忠臣蔵（1969年、KTV） - 林順斎
- 東京バイパス指令 第35話「幽霊船」（1969年、NTV）
- 男は度胸 （1970年、NHK） - 月の輪検校
- 鬼平犯科帳第1シリーズ※松本幸四郎版 （NET / 東宝）
  - 第30話「盗法秘伝」（1970年4月29日）- 米倉半四郎
- 柳生十兵衛 第19話「南国慕情」（1971年、CX） - 鶴松彦三郎
- 天下御免（1971年、NHK）
- 徳川おんな絵巻 第46話「生きていた霊魂」・第47話「呪われた美女」（1971年、KTV） - 篠塚采女
- 大忠臣蔵 第9話「大評定」（1971年、NET） - 戸田源五右衛門
- ポーラテレビ小説 / お登勢（1971年、TBS） - 津田頼母
- 天皇の世紀 第6話「異国」（1971年、ABC） - 重役
- おらんだ左近事件帖 第4話「黒い瓦板」（1971年、CX）
- 鬼平犯科帳 第2シリーズ 第1話「剣客」（1971年、NET） - 松尾喜兵衛
- 荒野の素浪人 第38話「来襲 死の虚無僧軍団」（1972年、NET）
- 紫頭巾 第12話「この女一万両なり」（1972年、12CH） - 真鍋玄斎
- 水戸黄門（TBS）
  - 第2部 第14話「女将棋師 -天童-」(1970年12月28日)  - 大橋宗桂
  - 第3部 第28話「暗雲晴れて -薩摩・江戸-」（1972年6月5日） - 司馬丹兵衛
  - 第7部 第6話「武士道無明 -盛岡-」（1976年6月28日） - 厨川忠兵衛
- 大岡越前 第3部 第3話「天下の果し合い」（1972年6月26日、TBS） - 生沢頼母
- 快傑ライオン丸 第40・41話（1972年、CX） - 桃雲斎（ゴースンの兄）
- 冬物語 第16話「誓いの京都」（1973年、NTV） - 老僧
- 女・その愛のシリーズ / 残菊物語（1973年、NET）
- 旅人異三郎 第26話「惜別の舞に心が騒いだ」（1973年、12Ch） - 弥之助
- 荒野の用心棒（NET）
  - 第7話「鷲ノ巣谷に死の影が走って…」（1973年） - 刀鍛冶・定吉
  - 第25話「廃墟の宿に母恋唄が聞えて…」（1973年） - 研師・弥兵衛
- 流星人間ゾーン 第18話「指令『日本列島爆破せよ』」（1973年、NTV） - 特殊化学工業研究所・所長
- いただき勘兵衛 旅を行く 第13話「血気が一気に消えたとさ」（1974年、NET） - 岡崎彦右ヱ門 / 半左ヱ門（二役）
- 非情のライセンス（NET）
  - 第1シリーズ 第45話「兇悪のスキャンダル」（1974年） - 大河原
  - 第1シリーズ 第52話「兇悪」（1974年） - 佐島耕造
  - 第2シリーズ 第18話「兇悪の父子」（1975年） - 内海弁護士
  - 第2シリーズ 第44話「兇悪のヌード」（1975年） - 監察官
  - 第2シリーズ 第64話「兇悪の失恋」（1976年） - 行田伝十
  - 第2シリーズ 第84話「兇悪の死刑執行人」（1976年） - 金城鉄山
  - 第2シリーズ 第113・114話「男（前・後編）」（1977年） - 志村大二郎
- 大江戸捜査網（12ch）
  - 第130話「さらば珊次郎」（1974年） - 堀田典膳
  - 第155話「逆転 隠密同心!」（1974年） - 妙真寺住職
  - 第253話「涙で斬った地獄花」（1976年） - 笠井主計
  - 第310話「遊女流転! 女義賊の謎」（1977年） - 桑原全翁
  - 第327話「身代り親娘 涙の絶唱」（1978年） - 石出帯刀
  - 第378話「怪盗組織の罠を暴け」（1979年）
- 助け人走る 第35話「危機大依頼」（1974年、ABC） - 市造
- 運命峠 第21話「葵の血の色」（1974年、KTV） - 豊島四郎基成
- 仮面ライダーX 第25話「謎の怪盗カブト虫ルパン!!」（1974年、MBS） - 堂本博士
- 白い牙 第21話「裸の値段」（1974年、NTV） - 関東城西会会長
- ふりむくな鶴吉 第2話「暗闇坂」（1974年、NHK）
- 鞍馬天狗 第3話「新選組始末」（1974年、NTV） - 六左衛門
- 赤い迷路（1974年、大映テレビ / TBS） [17]
- 日本沈没（1974年 - 1975年、TBS） - 山城教授
- ザ★ゴリラ7 第4話「ゴリラ撲滅大作戦」（1975年、NET） - 新関
- 伝七捕物帳 第93話 「とかく浮世は色と金」（1975年、NTV）- 和尚
- 斬り抜ける 第20話「作州炎上」（1975年、ABC） - 桂木筑後
- 新宿警察 第7話「帰らざる街」（1975年、CX） - 三條
- 燃える捜査網 第12話「土曜日を待て!」（1976年、NET） - 東竜会会長
- 痛快! 河内山宗俊 第18話「雪に舞う女の絵草紙」（1976年、CX） - 葛飾北斎
- 影同心II 第20話「罠に泣く女の黒髪」（1976年、MBS） - 忠太夫
- 夫婦旅日記 さらば浪人 第8話「青葉の宿」（1976年、CX）
- 遠山の金さん 杉良太郎版 第１シリーズ 第63話「愛と憎しみの果て」（1976年、NET/東映） - 大久保加賀守
- 赤い運命 第19話～第28話(最終話)「父の決断の時は来た」（1976年、TBS） - 河野総一郎
- 忍者キャプター（12ch）
  - 第14話「火忍キャプターは二度死ぬ」（1976年）
  - 第37話「天堂無人の最後」 - 第43話「暗闇忍堂の最期」（1976年 - 1977年） - 戸隠白雲
- 日本の戦後（NHK）
  - 第2集「サンルームの二時間 憲法GHQ案の衝撃」（1977年） - 野村淳治
  - 第6集「くにのあゆみ 戦後教育の幕あき」（1977年） - 安倍能成
  - 第8集「審判の日 極東国際軍事裁判」（1978年） - 清瀬一郎
- 土曜ドラマ / 男たちの旅路 第3部 第1話「シルバー・シート」（1977年、NHK） - 高田院長
- 桃太郎侍（NTV）
  - 第41話「怒りの刃を振り上げろ」（1977年） - 松村鉄翁
  - 第53話「じゃじゃ馬剣法」（1977年） - 神尾成政
- 土曜ワイド劇場（ANB）
  - 新幹線殺人事件（1977年）
  - 目撃者なし（1978年）
- あにき 第9話（1977年、TBS） - 三枝銀次
- 吉宗評判記 暴れん坊将軍（ANB）
  - 第34話「嵐の中に舞う女」（1978年） - 梅川扇十郎
  - 第48話「極楽風呂に地獄を見た」（1979年） - 石河主計頭
- 太陽にほえろ! 第312話「凶器」（1978年、NTV） - 中田誠三
- 特捜最前線（ANB）
  - 第36話「傷痕・夜明けに叫ぶ男」（1978年）
  - 第121話「マニキュアをした弁護士!」（1979年） - 大庭泰介
- 大都会 PARTIII 第44話「テロルの仮面」（1979年、NTV） - 桐山要蔵
- 騎馬奉行 第17話「大泥棒 赤猫の伊平」（1980年、KTV）
- ザ・スーパーガール 第51話「時限爆弾 タイムリミット1分前」（1980年、12ch）
- 木曜ゴールデンドラマ（YTV）
  - 東京大地震マグニチュード8.1（1980年） - 総理大臣
  - 松本清張の強き蟻（1981年）
- 火曜サスペンス劇場（NTV）
  - 松本清張の花氷（1982年） - 高井市郎
  - 悪魔が忍び込む（1985年）

## 著作

### 著書
- 『慶安太平記後日譚』、塩川書房、1930年 ※落合三郎名義　のちゆまに書房 2004年
- 『筑波秘録』落合三郎 著 南蛮書房 1930年
- 『立体脚本 : 新劇集』佐々木孝丸 池田書店 1947年
- 『風雪新劇志 わが半生の記』、現代社、1959年
- 『「戦争と平和」戯曲全集 第6巻』藤木宏幸, 源五郎, 今村忠純 編「長崎の鐘」佐々木孝丸著 を収録 日本図書センター 1998

### 訳書
- 大洪水 シェンキイウィッチ 著,佐々木孝丸 訳 新潮社 1920
- 世界文芸全集 第8,12編 赤と黒. 前,後編 / スタンダール 著 佐々木孝丸 訳 新潮社 1922
- 十万年前 ロニー・エーネ 著,佐々木孝丸 訳 資文堂 1926
- 世界童話大系 第9巻 ラ・フオンテーヌ寓話集・ペロー童話集 / 佐々木孝丸 訳　和蘭童話集 / グリツフイス 著　松村武雄 訳 世界童話大系刊行会 1926
- プレハーノフ著作集 第1編 ロシヤ階級闘争史概説 / 佐々木孝丸 訳 白揚社 1929
- フランス童話集 佐々木孝丸 訳 近代社 1929 (世界童話全集)
- 世界文学全集 第2期 第4 赤と黒 / スタンダール 著 佐々木孝丸 訳 新潮社 1930
- 世界プロレタリア傑作選集 [第10巻] 	クラルテ. 上,下 / バルビユス 著 佐々木孝丸 訳 平凡社 1930
- 世界プロレタリア傑作選集 [第11巻] 夜 / マルチネ 著 佐々木孝丸 訳 平凡社 1930
- 赤と黒 中,後編 スタンダール 著,佐々木孝丸 訳 春陽堂 1932 (世界名作文庫 ; 第106-107)
- クラルテ バルビュッス 著,佐々木孝丸 訳 春陽堂 1932 (世界名作文庫 ; 第129)
- 赤と黒 下巻 スタンダール 著,佐々木孝丸 訳 大泉書店 1947
- 二人の愛人 アルフレッド・ド・ミュッセ 佐々木孝丸 譯 一聯社 1947 (靑年文學叢書 ; 第2輯)
- 世界童話大系 第9巻 ラ・フォンテーヌ寓話集,ペロー童話集 佐々木孝丸訳. 和蘭童話集 松村武雄訳 名著普及会 1989
- クラルテ バルビュッス 著,佐々木孝丸 訳 ゆまに書房 2007 (昭和初期世界名作翻訳全集 ; 121)
- 赤と黒 前篇 スタンダール 著,佐々木孝丸 訳 ゆまに書房 2008 (昭和初期世界名作翻訳全集 ; 152)
- 赤と黒 中篇 スタンダール 著,佐々木孝丸 訳 ゆまに書房 2008 (昭和初期世界名作翻訳全集 ; 153)
- 赤と黒 後篇 スタンダール 著,佐々木孝丸 訳 ゆまに書房 2008 (昭和初期世界名作翻訳全集 ; 154)